# 透明人間☆田村透
『透明人間☆田村透』（とうめいにんげん・たむらとおる）は、2019年の日本の中編映画。監督・脚本は米山耕太。専門学校東京ビジュアルアーツの卒業制作として製作され、2019年11月16日より2週間限定で下北沢トリウッドにて上映される。

## 概要
いじめや仲間外れをテーマにした人間ドラマ。同級生たちから無視され、自分を透明人間だと思うようになった青年を主人公を描く。
手出しはせずに相手を「透明」にするというこの手段は監督・脚本の米山耕太が学生時代に周囲で実際に行われていたものであり、米山自身も誰からも話しかけられず、自分が存在していないような気持ちになった経験があるという。無視ともいじめとも少し違うこの現象を、自分にしか映像で表現できないと思い、制作するに至った。
専門学校東京ビジュアルアーツの平成30年度卒業制作として、2018年に「シネマプランナーズ」でキャストの募集が行われた。企画当初は「その眼で透した、ぼくの色」というタイトルも用いられた。高校を舞台としたシーンは埼玉県立大宮工業高等学校で、大学を舞台としたシーンは埼玉県のものつくり大学で撮影が行われた。
2019年2月16日から22日に下北沢トリウッドで開催された東京ビジュアルアーツ学生作品特集上映「ふぞろいな20代」で初上映。本作は2月17日と21日の2日間上映された。その後は、同年3月16日の「Tokyo Visual Arts 映像展 2018-2019」、8月3日の「エムズ・カンティーナ夏の短編映画上映会2019」でも上映されている。
同年11月16日より2週間限定で下北沢トリウッドにて本作単独でロードショー。2月のイベント上映時にその場でロードショーが決定していたという。

## ストーリー
取り柄のない高校生・田村透（遠藤史人）は同級生たちから、まるで透明人間であるかのように無視されていた。田村本人も自分が透明人間であると思い込むことでそのような扱いを受けていることを正当化し、平穏な学校生活を送っていた。
大学に進学してもそのように振る舞おうとするが、田村のことが見える女性が現れる。彼女やクラスメイトたちと徐々に打ち解けはじめ、普通の人間の田村透として楽しく過ごせるかと思ったのだが…。

## キャスト
- 田村透：遠藤史人[11] - 自分自身を透明人間だと思い込むことで、高校生時代から無視されていることを正当化している大学生[4]。
- 山崎空：河野宏紀[12] - 大学1年生。北とは親友。チャラいが仲間からの信頼が厚い、リーダー格のような人物[4]。
- 本田明穂：石田奈々[13] - 普通の女子大生。誰に対しても偏見なく平等に接することができる[4]。
- 北海斗：野村一瑛[14] - 山崎の親友の大学1年生。あまり物事を深く考えないで言ってしまう性格[4]。
- 波子
- ゆうと：ゆうと[15] - 透のいとこの小学6年生。透とは家が近く、よく遊んでいる[4]。

## スタッフ
- 監督・脚本：米山耕太
- 撮影監督：田邊裕貴
- 照明：鈴木涼太
- 録音：宮澤健次郎
- 撮影技師：吉田寛大
- 助監督：橋本根大、菊池諒、本間弘也、上月理愛
- 撮影助手：後藤新、神代海央
- 照明助手：関塚勇斗、芳野希、佐藤天音
- 録音助手：北野愛有、倉繁かれん、飯島奈々、深見翔悟
- 制作：中村光希、鈴木彩音、金城季里
- 美術：ケイリーアンドマスキー、山根麻美
- 音楽：高雄飛
- ヘアメイク：川口紗月
- ダンス指導：西尾秀美、ソウニンニン
- デザイン：東かほり